# Witnesham
Witnesham – wieś w Anglii, w hrabstwie Suffolk. Leży 7 km na północ od miasta Ipswich i 113 km na północny wschód od Londynu. W 2001 miejscowość liczyła 833 mieszkańców.